# Flammentanz
Flammentanz (ce qui signifie « danse des flammes ») est un cultivar de rosier grimpant obtenu en 1952 par le rosiériste allemand Wilhelm J.H. Kordes. Cette variété est fameuse par la couleur rouge sang de ses fleurs et son excellente floribondité.

## Description
'Flammentanz' arbore des fleurs rouge sang de forme pleine en bouquets dont la couleur explose de juin à juillet. Elles s'ouvrent largement laissant voir leurs étamines dorés. Le buisson mesure de 3 mètres à 5 mètres de hauteur avec de grandes feuilles en forme de pointe de couleur vert foncé. C'est un rosier robuste qui supporte les hivers froids (zone de rusticité 5b) et les conditions difficiles.
Il est toujours prisé par sa floribondité exceptionnelle qui en fait le favori des pergolas, des tonnelles, ou des murs à raviver.
Ce rosier est issu d'un croisement Rosa eglanteria x Rosa kordesii.

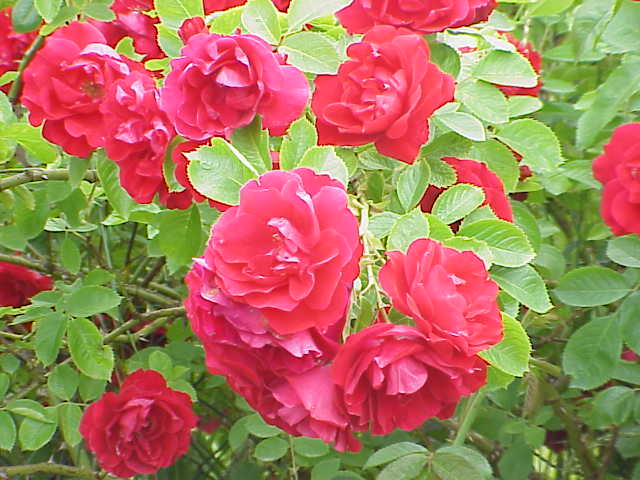
Bouquet de fleurs
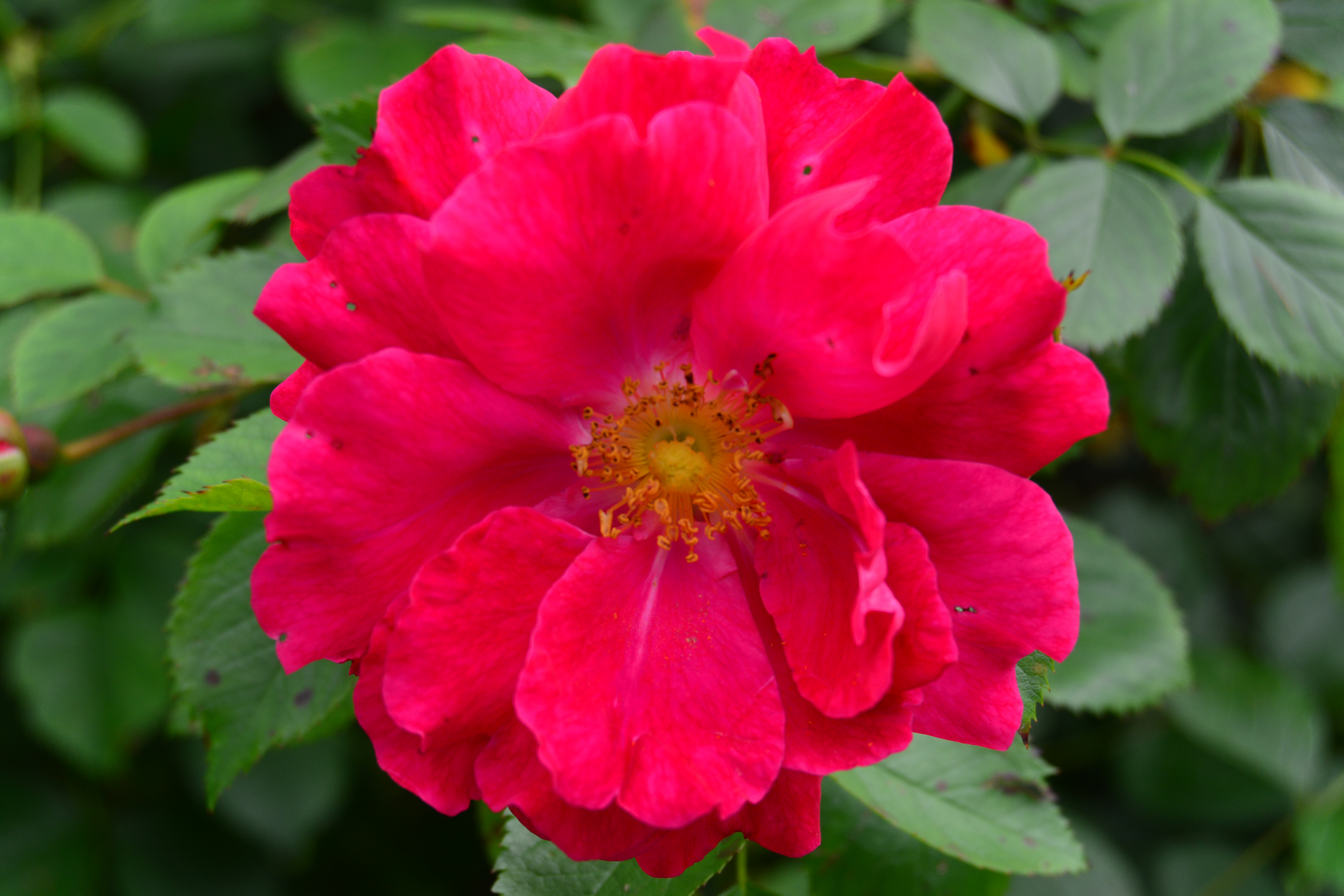
Rose épanouie

## Distinctions
- ADR-Rose 1952[3]